# Бо-юй
Бо-юй (кит. упр. 伯御; ум. 796 до н. э.) — 11-й хоу княжества Лу в 806—796 до н. э. Узурпатор, не получивший посмертного титула.

## Биография
Сын принца Ко, старшего сына луского правителя У-гуна, отстраненного от наследования чжоуским Сюань-ваном.
В 807 году поднял среди лусцев мятеж против своего дяди И-гуна, которого сверг и убил, после чего был провозглашен правителем. На 11-м году его правления Сюань-ван совершил поход в Шаньдун и, в свою очередь, убил узурпатора.
Возможность заявлять претензии на власть в Лу со стороны братьев и племянников правителей объяснялась тем, что в княжестве еще не устоялся определенный порядок наследования, а данная узурпация имела дополнительной причиной вмешательство вана, действия которого в отношении принца Ко осуждают «Го юй» и Сыма Цянь.
В хронологических таблицах у Сыма Цяня годы правления Бо-юя приписаны сменившему его Сяо-гуну.